# Szkic dokumentacyjny
Szkic dokumentacyjny – rodzaj szkicu stosowanego w geodezji, dokument techniczny, według którego wykonuje się tyczenie obiektów budowlanych.
Szkic zawiera dane dotyczące osnowy realizacyjnej i wszystkie elementy niezbędne do wytyczenia projektu w terenie oraz lokalizację istniejących przewodów i urządzeń podziemnych. Szkic dokumentacyjny powinien zawierać także elementy kontrolne, pozwalające na niezależne wytyczenie najważniejszych punktów głównych obiektu oraz określające odległości do sąsiednich istniejących lub wznoszonych obiektów. Elementy tyczenia (miary) mogą być naniesione na szkicu sytuacyjnym, wykonanym bez obowiązku zachowanie skali lub też mogą one być zestawione w formie tabelarycznej.
Szkic powinien zawierać jednoznaczny opis położenia obiektów, zdefiniowane warunki geometryczne: (promienie, równoległości, prostopadłości), zwymiarowanie obiektów (miary czołowe), zlokalizowanie – odległości od osi, od krawędzi, itp. Kolorem czerwonym zaznaczane są na nim miary projektowane. Na szkicu powinien być podany numer dokumentacji projektowej, na podstawie której szkic powstał.
Dokumentem technicznym wykonanego wytyczenia jest szkic tyczenia, na którym uwidacznia się wszystkie dane liczbowe uzyskiwane w toku prac tyczeniowych wraz z miarami kontrolnymi oraz dane uzyskane z pomiaru istniejących urządzeń podziemnych. Szkic tyczenia sporządza się jako dokument wycinkowy jednego, określonego etapu wytyczenia. Szkic tyczenia może być sporządzony na kopii szkicu dokumentacyjnego. 